# 화비화무비무
《화비화무비무》(영어: Flowers in Fog 플라워즈 인 포그[*], 중국어 간체자: 花非花雾非雾, 정체자: 花非花霧非霧, 병음: Huā fēi huā wù fēi wù 화페이화우페이우[*], 한자음: 화비화무비무)는 2013년 방송되었던 중국의 드라마이다. 대만의 작가 충야오(瓊瑤)의 동명 작품을 원작으로 하며, 형제간에 벌어지는 사랑과 갈등, 희생을 그렸다.

## 출연진
- 주진모: 제원 역
- 린신루: 엔젤 역
- 리성: 엽범(화화) 역
- 장예: 제비 역
- 완첸: 백해화(낭화) 역
- 요원호: 경약진 역
- 양쯔: 백몽화(연화) 역
- 등륜: 서호 역
- 가오쯔치: 한력 역
- 유덕개: 경극의 역
- 한청위: 안정위 역
- 마디나 메메트: 베스 역

## 주제가
- 오프닝곡: 《화비화무비무(花非花霧非霧)》… 장예
- 앤딩곡1:《착과(错过)》… 이성
- 앤딩곡2: 《고엽접(枯叶蝶)》… 허예나

## 이모저모
- 중국 상하이, 하문, 프랑스. 발리 등지에서 로케이션 촬영을 진행했으며,[1] 한국에서는 KBS W을 통해 '시크릿캐슬'이라는 제목으로 2014년 3월 31일 첫방송을 시작하였다.
- 극중 바이하이화 역을 맡은 완첸은 《소아난양》이 종영한지 7개월만에 출연하는 작품이기도 하다.